# ПТ-1
ПТ-1 — советский лёгкий плавающий танк. Разработан в 1932 году на московском заводе № 37 под руководством Николая Александровича Астрова.

## История
Создан силами конструкторского бюро «КБ-Т» на производственной базе завода «Красный пролетарий». В конструкции танка были применена концепция колёсно-гусеничного танка со способностью плавать. Широко были использованы узлы и технические решения танков серии БТ. Для своего времени был уникальной машиной, превосходящей все зарубежные разведывательные и плавающие танки по огневой мощи, защищённости и ходовым качествам.

## Конструкция
ПТ-1 имел классическую для советского танкостроения компоновку: в кормовой части находилось моторно-трансмиссионное отделение, в средней — боевое отделение, в носовой — отделение управления. В башне размещались рабочие места наводчика и командира танка, в отделении управления — механика-водителя и стрелка радиста.
Броневой корпус являлся сварной конструкцией из 10- и 15-мм листов катаной брони. Конструкция корпуса обеспечивала хорошую плавучесть, остойчивость и низкое сопротивление движению на воде. Применялась цилиндрическая башня с развитой кормовой нишей. Аналогичные башни применялись на танках БТ-5 и Т-26. Посадка и выход экипажа осуществлялись через один люк в крыше башни и два люка в крыше отделения управления.
Вооружение ПТ-1 состояло из 45-мм танковой пушки 20-К и 4 пулемётов ДТ-29, один из которых был спарен с пушкой, остальные находились в шаровых установках в верхнем лобовом листе корпуса и бортах башни. Боекомплект состоял из 93 выстрелов к пушке и 3402 патронов к пулемётам (54 диска).
Первоначально на танке планировалось использовать двухтактный шестицилиндровый дизель ПГЕ мощностью 300 л. с. (221 кВт), который имел поршневой компрессор и прямоточную продувку цилиндров. В связи с затянувшейся доводкой двигателя ПГЕ на танке в кормовой части корпуса вдоль его продольной оси был установлен двенадцатицилиндровый четырёхтактный V-образный авиационный карбюраторный двигатель М-17Ф жидкостного охлаждения мощностью 580 л. с. (427 кВт). Пуск двигателя осуществлялся сжатым воздухом от компрессора «Гарелли» или с помощью электростартера мощностью 3,5 л. с. (2,57 кВт). Система охлаждения двигателя была выполнена изолированной от моторно-трансмиссионного отделения. Весь воздушный тракт системы охлаждения (воздухоприток — вентилятор — радиатор — воздуховод) располагался в двух симметричных изолированных отсеках — колодцах, затапливаемых забортной водой при движении танка на плаву. Циркуляция забортной воды через колодцы должна была осуществляться за счёт её подсоса гребными винтами через соответствующие трубопроводы. Вентиляторы, прогонявшие воздух через радиаторы при движении на суше, на плаву отключались от двигателя. Испытания такой системы охлаждения показали излишне интенсивное охлаждение двигателя в начальный период плавания и недостаточное при продолжительном движении на плаву, так как циркуляция забортной воды в колодцах была недостаточной. Охлаждение агрегатов трансмиссии производилось эжекционной системой. Ёмкость передних и кормовых топливных баков составляла 400 л. Запас хода танка по шоссе при движении на гусеничном ходу достигал 183 км и 230 км — при движении на колёсном ходу.
Механическая трансмиссия включала главный фрикцион, четырёхступенчатую коробку передач, двойной дифференциал, два бортовых карданных вала привода ко всем опорным каткам, две коробки отбора мощности на гребные винты, тормоза двойного дифференциала и два бортовых редуктора. При движении на колёсном ходу все опорные катки были ведущими, а передняя и задняя пары опорных катков являлись управляемыми. Для подвода крутящего момента к управляемым и ведущим опорным каткам были использованы двойные карданные валы, выполненные по схеме автомобиля «Форд». В ведущих опорных катках колёсного хода были размещены понижающие редукторы. Такое техническое решение было осуществлено впервые в танкостроении. Управление машиной на колёсном ходу и на плаву осуществлялось с помощью рулевого колеса с сервоприводом следящего действия (гидроусилителем), на гусеничном — с помощью двух рычагов управления тормозами двойного дифференциала, выполнявшего функции центрального дифференциала на колёсном ходу и обеспечивавшего возможность движения танка при потере одной из гусениц.
Движение на плаву производилось с помощью двух гребных винтов, установленных в специальных тоннелях в кормовой части корпуса. При проектировании танка предполагалось управлять машиной на плаву путём выключения или реверсирования одного из гребных винтов с помощью главного фрикциона при отсутствии водоходных рулей. Однако такая система оказалась практически непригодной из-за запаздывания и резкости действия при повороте. Поэтому на опытном образце управление на плаву осуществлялось с помощью двух водоходных рулей жалюзийного типа. Управление дифферентом на плаву согласно техническому проекту производилось за счёт перекачки топлива из передних топливных баков в кормовые и обратно. Это техническое решение не получило развития из-за большого числа недостатков, связанных с переменным количеством возимого топлива и низкой надёжностью работы элементов системы. При преодолении водных преград поворотные патрубки выхлопных труб устанавливались в вертикальное положение, исключая попадание воды в выхлопные коллекторы.
Подвеска — индивидуальная, пружинная, с телескопическими амортизаторами. В состав гусеничного движителя входили восемь опорных катков, два направляющих колеса с механизмами натяжения гусениц и два ведущих колеса кормового расположения, которые имели гребневое, безроликовое зацепление с гусеницами. Опорные катки и направляющие колёса имели наружную амортизацию. Крупнозвенчатая гусеница, выполненная по типу гусеницы танка БТ, имела траки шириной 260 мм. Электрооборудование машины было выполнено по однопроводной схеме. Напряжение бортовой сети составляло 12 В. В качестве источников электроэнергии использовались две аккумуляторные батареи ЗСТЭ-128 напряжением 12 В, ёмкостью 128 А·ч и генератор мощностью 0,5 кВт. На танке была установлена радиостанция 71-ТК-1 с поручневой антенной, которая устанавливалась по периметру корпуса машины. Средств внутренней связи машина не имела.
Скорость на плаву составляла 6 км/ч, на гусеничном ходу — 62 км/ч, на колёсном ходу — 90 км/ч.

## Оценка проекта
Машина получилась настолько удачной, что в постановлении СТО «О системе танкового вооружения РККА» от 13 августа 1933 года, в частности, говорилось: «С 1934 г. начать постепенное внедрение в производство в качестве оперативного танка плавающей машины ПТ-1 с таким расчётом, чтобы с 1936 г. полностью перейти на развёрнутое производство этого танка на базе и за счёт производства танка БТ». РККА вполне могла бы стать первой армией, имеющей в качестве основной машины плавающий быстроходный колёсно-гусеничный танк, но данная машина в серию не пошла: согласно постановлению СТО от 19 июня 1935 года было решено «Оставить на вооружении танк БТ. Отказаться от замены его на ПТ-1».